# De Trouwe Waghter
De Trouwe Waghter is een wipmolen ten oosten van het dorpje Tienhoven in de Nederlandse provincie Utrecht.
De molen werd in 1832 gebouwd ter vervanging van twee oudere molens die elders het waterschap bemaalden. Als gevolg van turfwinning en het ontstaan van de Loosdrechtse Plassen werd bemaling in het oostelijke gedeelte van de polder noodzakelijk en verrees deze molen. Tot 1948 heeft de molen de polder bemalen door middel van een scheprad. In 1950 ging de molen over in particuliere handen en werd het binnenwerk uitgebroken en werd de molen tot weekendverblijf ingericht. In 1960 kwam de molen in handen van Natuurmonumenten en deze organisatie liet de molen in 1970 draaivaardig restaureren. Sindsdien is de molen op vrijwillge basis af en toe draaiend te bewonderen. In 2011 is de molen gerestaureerd.
De molen heeft roeden met een lengte van ruim 20 meter die zijn voorzien van het Oudhollands hekwerk met zeilen.
Op 4 september 1982 stelde de toenmalige burgemeester van Maarssen de molen en het bijbehorende schutsluisje (Dwarsdijk 13 in Tienhoven) weer in gebruik. 

## Naam
De molen heeft de naam De Trouw Waghter sinds de Tweede Wereldoorlog. Deze naam heeft de molen te danken aan de rol die de molen voor onderduikers heeft gespeeld. De toenmalige molenaar gaf door middel van diverse wiekstanden signalen door.